# Garbí (muntanya)
El Garbí és una muntanya de 593 msnm situada a l'extrem oriental de la Serra Calderona, a poca distància de la Mediterrània, al municipi d'Estivella, al Camp de Morvedre (País Valencià). Hi destaquen el margalló i els arboços.

## Accessos

### Canal del Garbí

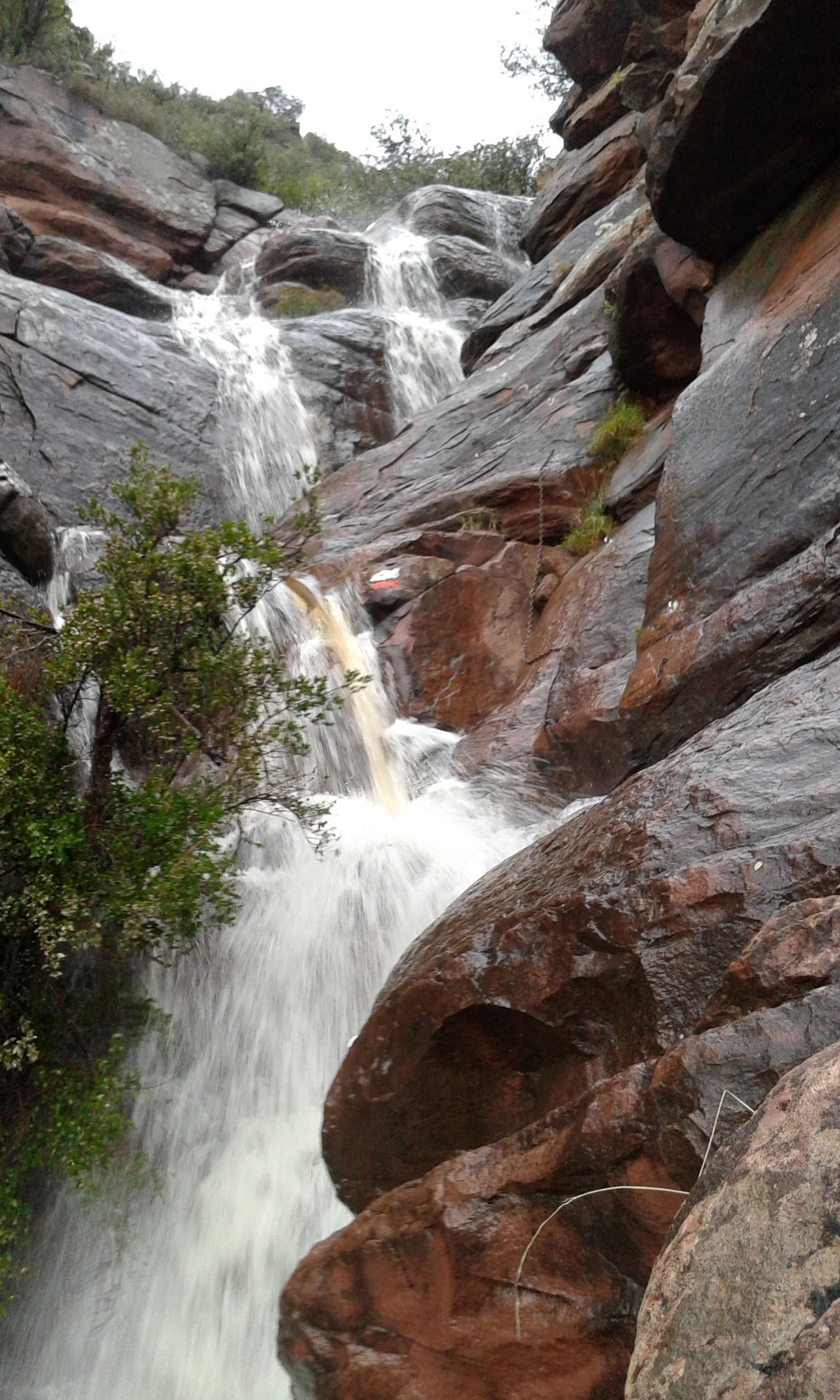
Canal del Garbí amb inusual quantitat d'aigua després de fortes pluges

Un dels accessos des de Segart és una variant del GR 10, a la carretera CV 329 s'inicia la senda abalisada que remunta un barranc i que arriba als peus de la canal del Garbí, canal equipada amb cadenes, en almenys 5 trams, per facilitar l'escalada en els passos més verticals i difícils. No és apta per a persones amb vertigen i amb aigua pot ser perillosa. A dalt de la canal trobem per la dreta el camí que portarà a l'ermita i mirador del Garbí.